# Laphria coerulea
Laphria coerulea är en tvåvingeart som beskrevs av Jean Baptiste Boisduval 1835. Laphria coerulea ingår i släktet Laphria och familjen rovflugor. Inga underarter finns listade i Catalogue of Life.